# Godemar Ier du Fay
Godemar Ier du Fay (né vers 1290 - † en 1350) est un seigneur français du XIVe siècle, homme de guerre qui a participé à plusieurs batailles contre les Anglais, gouverneur de Tournai, et bailli de Vitry, Chaumont, Lille puis de Sens et sénéchal de Baucaire.

## Biographie

### Origines
Godemar du Fay naît vers 1290. Il est issu d'une famille originaire du Forez. Il est le fils d’Étienne Blanc de Revois, seigneur du Fay, et d'Agnès de Varennes.

### Homme de guerre
En 1325, il devient vassal du comte de Savoie, pour sa terre de Bouthéon, en Forez. Cette position lui permettra de jouer un rôle d'intermédiaire entre le comte et le roi de France.
Le 24 août 1346, alors qu'il commande une force française chargée de garder le gué de Blanquetaque, à 16 kilomètres de la mer, il participe à la bataille de Blanquetaque. Alors que le roi Édouard III d'Angleterre tente de traverser la Somme, il rencontre les forces de défense commandées par du Fay. À marée basse, une force d'archers anglais traverse la moitié du gué et, debout dans l'eau, engage le combat et tire sur les troupes françaises. Une force de cavalerie française contre-attaque et essaie de repousser les archers, mais est à son tour attaquée par des chevaliers anglais. Après une mêlée désordonnée dans le fleuve, les Français sont repoussés à cause de la supériorité numérique anglaise et s'enfuient à Abbeville. Les pertes françaises s'élèvent à plus de la moitié des effectifs, tandis que les pertes anglaises sont légères. Du Fay réussi à s'échapper mais a été grièvement blessé.

### Administrateur
Il est nommé bailli de Vitry en 1328, de Chaumont en 1330, avant d'abandonner cette charge en 1335. En 1337/1338, il devient gouverneur de Tournai et bailli de Lille. En 1341 et 1342, puis en 1345 et 1346, il exerce la fonction de bailli de Vermandois.
Il est par la suite nommé bailli de Sens en 1347 puis sénéchal de Beaucaire en 1348 avant de décéder en 1350.

## Mariage et enfants
Godemar du Fay épouse en premières noces Agathe d'Albon, fille de Guy d'Albon et de Marguerite d'Oingt, dont il a au moins un enfant :
- Étienne du Fay, qui épouse Philippine de Clermont, d'où postérité.

Il épouse ensuite en secondes noces Marie de Choiseul, fille de Jean II de Choiseul et d'Alix de Grancey, dont il a au moins un enfant :
- Godemar II du Fay, qui épouse Marguerite de Bauffremont, d'où postérité.